# Ледро
Ледро (італ. Ledro, вен. Łedro) — муніципалітет в Італії, у регіоні Трентіно-Альто-Адідже,  провінція Тренто.
Моліна-ді-Ледро розташована на відстані близько 470 км на північ від Рима, 34 км на південний захід від Тренто.

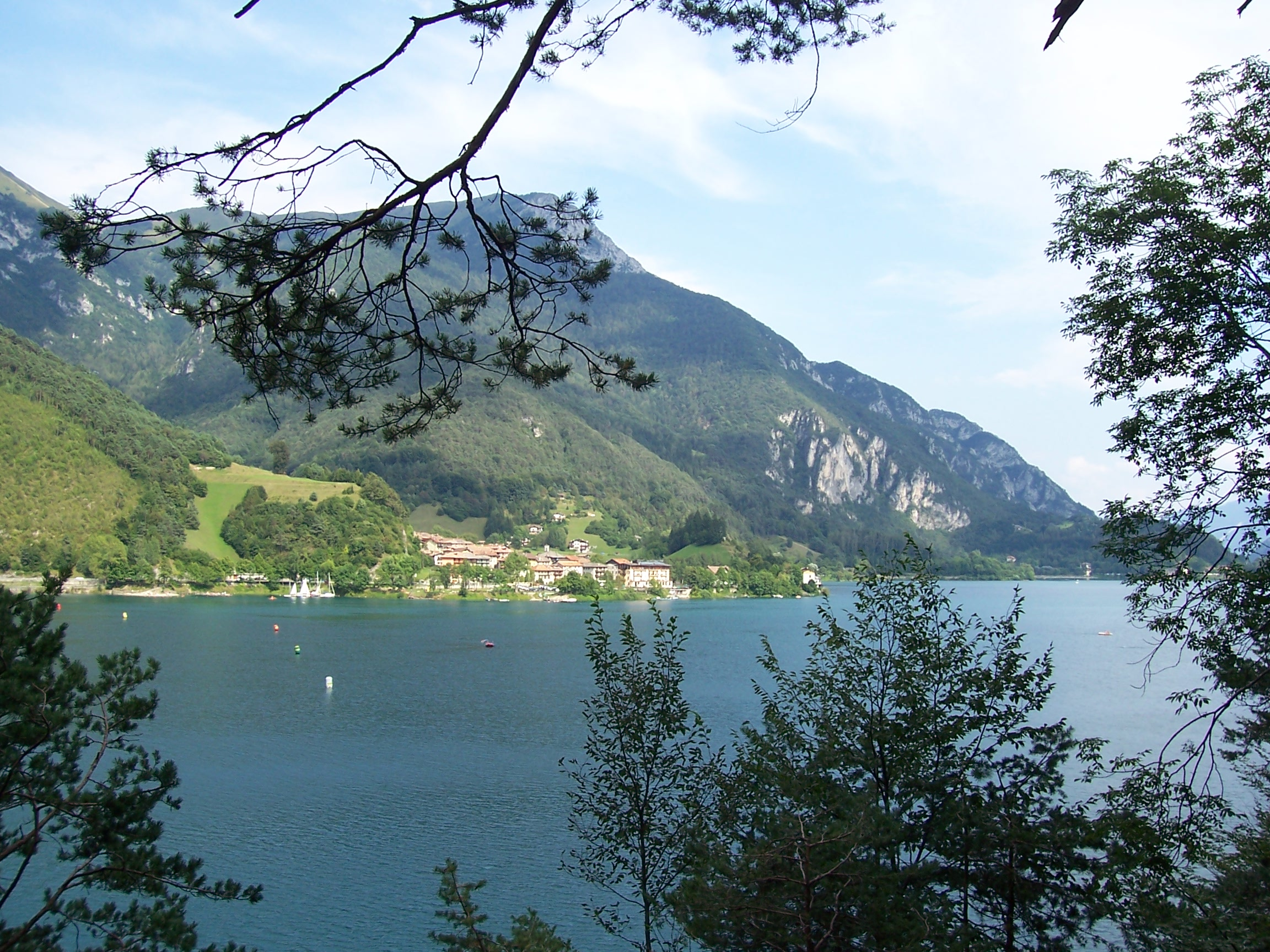

Населення — 5400 осіб (2014).

## Демографія
Шаблон:Демографія/Ledro
Станом на 31 грудня 2014 року в муніципалітеті офіційно проживали 382 іноземці з 39 країн, серед них 97 громадян країн Євросоюзу та 6 громадян України.

## Сусідні муніципалітети
- Бондоне
- Бледжо-Суперіоре
- Кондіно
- Лімоне-суль-Гарда
- Магаза
- Наго-Торболе
- П'єве-ді-Боно
- Рива-дель-Гарда
- Сторо
- Тенно
- Тіоне-ді-Тренто
- Тремозіне-суль-Гарда
- Ф'яве
- Чимего
- Цукло